# ۱۳۰۸ (خورشیدی)
۱۳۰۸ هزار و سیصد و هشتمین سال هجری خورشیدی سالی کبیسه است.

## رویدادها
- ۹ تیر - با تصویب هیئت دولت، چاپ و تألیف کتاب‌های درسی دوره ابتدایی در انحصار دولت (وزارت آموزش و پرورش ایران) قرار گرفت.
- مهر - افتتاح فاز نخست راه‌آهن سراسری ایران حدفاصل ساری تا بندر شاه (بندر ترکمن امروزی).
- ۲۱ مهر - تسخیر و تاراج کابل به دست نیروهای نادر خان.[۱]
- ۲۷ اسفند - تبدیل «اداره کل طرق و شوارع» به یک وزارتخانه مستقل به نام «وزارت طرق و شوارع» با تصویب مجلس شورای ملی.
- تخریب ساختمان دارالفنون به دستور اعتمادالدوله جهت ساخت بنایی جدید.
- تأسیس دانشگاه علم و صنعت ایران
- تبدیل واحد پول ایران از تومان به ریال.
- وقوع زلزله در شیروان در استان خراسان شمالی.
- تغییر نام «حسین‌آباد» به ایلام با تصویب فرهنگستان ایران.
- شورش ایل قشقایی علیه رضاشاه به دلیل درگیری با فرماندار نظامی منطقه، سربازگیری اجباری، تحمیل لباس فرنگی و اقامت اجباری سران قشقایی در تهران

## زادروزها
- ۱۰ خرداد - فخری خوروش، بازیگر (درگذشت ۱۴۰۲)
- ۱۶ خرداد - نادر نادرپور، شاعر (درگذشت ۱۳۷۸)
- ۷ تیر - ابوالحسن نجفی، زبان‌شناس، ادیب و مترجم (درگذشت ۱۳۹۴)
- ۱۱ تیر - علی باقرزاده، شاعر، ادیب، نویسنده، بازرگان، نیکوکار و مقام‌دار دانشگاهی (درگذشت ۱۳۹۵)
- ۷ مرداد - روح‌الله مفیدی، بازیگر، چهره پرداز و نقاش[۲][۳] (درگذشت ۱۴۰۱)
- ۱۸ مرداد - اصغر ایمانیان، سرتیپ خلبان نورثروپ اف-۵ نیروی هوایی ارتش جمهوری اسلامی ایران و فرمانده آن نیرو از ۸ اسفند ۱۳۵۷ تا ۲۱ مرداد ۱۳۵۸ بود.
- مرداد - احمد مدنی، نظامی و سیاستمدار (درگذشت ۱۳۸۴)
- ۱ شهریور - نجف دریابندری، مترجم و نویسنده (درگذشت ۱۳۹۹)
- ۷ شهریور - منوچهر آریان‌پور کاشانی، مترجم و فرهنگ‌نویس و فرزند عباس آریان‌پور کاشانی است.[۴]
- ۱۵ شهریور - سیروس آتابای، شاعر ایرانی - آلمانی بود. پدرش هادی آتابای، پزشک و مادرش فاطمه پهلوی ملقب به همدم‌السلطنه پهلوی، بزرگ‌ترین فرزند رضاشاه بود.[۵]
- ۵ مهر - علامه علی دوانی، تاریخ‌نگار ایرانی (درگذشت ۱۳۸۵)
- ۱۰ مهر - مهرداد بهار، پژوهشگر (درگذشت ۱۳۷۳)
- ۴ آبان - محقق طباطبایی، محقق و کتابشناس. (درگذشت ۱۳۷۴)
- ۲۰ آبان - سیروس غنی، حقوقدان و پژوهشگر تاریخ ایران (زادهٔ شهر سبزوار) (درگذشت ۱۳۹۴)
- آبان - خسرو فرشیدورد، ادیب، دستوردان، شاعر و استاد دانشگاه. (درگذشت ۱۳۸۸)
- ۱ دی - محمد نوری، خواننده (درگذشت ۱۳۸۹)
- ۴ بهمن - محمود فرشچیان، نقاش (درگذشت ۱۴۰۴)
- ۴ بهمن - جهانگیر هدایت - نویسنده و مدیر «بنیاد صادق هدایت»
- ۱۰ بهمن - مهدی محقق، ادیب، مصحح و استاد دانشگاه
- ۱۲ بهمن - کمال حبیب‌اللهی، نظامی و دریاسالار نیروی دریایی شاهنشاهی ایران (درگذشت ۱۳۹۵)
- ۲۰ بهمن - مهرداد اوستا، نویسنده و شاعر. (درگذشت ۱۳۷۰)
- ۱۲ اسفند - بیژن ترقی، شاعر و ترانه‌سرا (درگذشت ۱۳۸۸)

نامشخص
- غلامرضا کیانپور، سیاستمدار (درگذشت ۱۳۵۸)
- خاطره پروانه، خواننده و ردیف‌دان (درگذشت ۱۳۸۷)
- سید حسن مرتضوی لنگرودی، مجتهد.
- فخرالدین حجازی، سیاستمدار (درگذشت ۱۳۸۶)
- حسین شب‌زنده‌دار جهرمی، روحانی و مجتهد شیعهٔ (درگذشت ۱۳۹۳)
- قدرت‌الله انتظامی، بازیگر و موسیقیدان (درگذشت ۱۴۰۰)
- داوید اوشانا،[۶] معمار معاصر، طراح اتومبیل، موزیسین و نقاش
- امیرتیمور پورتراب، موسیقی‌دان (درگذشت ۱۴۰۲)
- شاپور آذربرزین، خلبان جنگنده اهل ایران بود. وی پس از وقوع انقلاب ۱۳۵۷، برای مدت کوتاهی، از ۲۴ بهمن تا ۶ اسفند ۱۳۵۷ فرماندهی نیروی هوایی ارتش جمهوری اسلامی ایران را برعهده داشت.

## درگذشت‌ها
- ۳۱ فروردین - محمد میرزا کاشف السلطنه، سیاستمدار، نویسنده و پدر چای ایران
- ۹ اسفند - احمدشاه، واپسین پادشاه دودمان قاجار